# Quân xưởng Hải quân Suzuka
Quân xưởng Hải quân Suzuka (鈴鹿海軍工廠 Suzuka kaigun kōshō) là một cơ sở sản xuất vũ khí cho máy bay, vũ khí hạng nhẹ và đạn dược cho Hải quân Đế quốc Nhật Bản trong Thế chiến thứ 2. Nó nằm ở thành phố Suzuka, tỉnh Mie, Nhật Bản và được khai trương vào tháng 6 năm 1943.

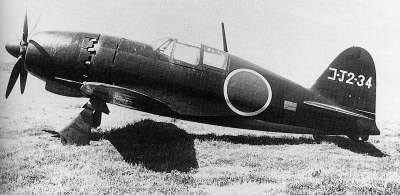
Mitsubishi J2M Raiden

Nguyên mẫu thứ sáu của chiếc Mitsubishi J2M Raiden đã được thử nghiệm tại Suzuka vào năm 1943, và cơ sở sản xuất máy bay J2M2 mẫu 11 và J2M3 mẫu 21.

## Vũ khí sản xuất

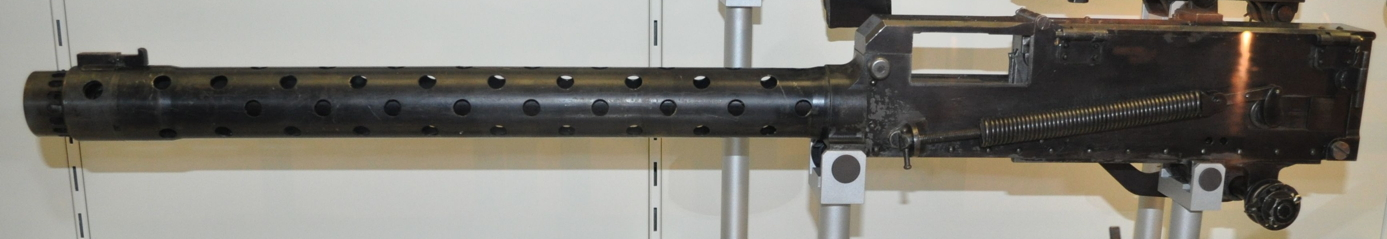
Súng máy mẫu 97 7.7mm

Súng máy
- Súng máy cố định Hải quân Mẫu 97 7,7 mm (Bản đóng theo bản quyền của súng máy Vickers)[2]
- Súng máy cơ động Hải quân Mẫu 2 13 mm (Bản đóng theo bản quyền của khẩu MG 131)[3]
- Súng máy cơ động Hải quân Mẫu 3 13 mm (Bản bắt chước của súng máy Browning)Súng máy mẫu 97 7.7mm

Máy bay
- Mitsubishi J2M Raiden
  - J2M2 Mẫu 11
  - J2M3 Mẫu 21

## Di sản
Cùng với nhiều địa điểm quân sự khác, cựu Hải quân Suzuka đã trở thành một khu vực được các nhà hoạt động hòa bình đến thăm. Thành phố Suzuka đã và đang là một trung tâm công nghiệp, và khu vực xung quân xưởng được tái phát triển thành một khu công nghiệp. Con đường chính dẫn đến quân xưởng vẫn còn tồn tại và được gọi là "Đại lộ Hải quân" 海軍道路 (Kaigun dōro). Tổng thể cơ sở hải quân Suzuka là một trong ba địa điểm thuộc tỉnh Mie (tất cả đều nằm ở thành phố Suzuka) trong tổng số 47 khu được xếp vào "Di tích chiến tranh cấp A" (Ａ級の戦争遺跡 ( A-kyū no sensō iseki)) bởi Vụ Văn hóa Nhật Bản.